# Moulins de Rivaz
Les Moulins de Rivaz, dont l'activité meunière remonte au Moyen Âge, ont marqué jusqu'à l'aube du XXIe siècle la cascade du Forestay, près de la rive du lac Léman, à proximité du village vigneron de Rivaz dans le canton de Vaud, en Suisse. Les lieux sont aujourd'hui destinés à la découverte de la vigne et du vin.

## Historique
Aux portes du Dézaley, à la limite occidentale de Rivaz, des moulins ont existé sur le cours du Forestay de temps presque immémorial, puisque les terres du Dézaley ont été défrichées par les moines cisterciens dès la seconde moitié du XIIe siècle. La première mention d’un moulin au pied de la cascade date de 1420, il est alors exploité par le meunier Jean Ruchonnet, dont les descendants resteront propriétaire des lieux jusqu’au XVIe siècle. Les droits sur le moulin et sur l’usage de l’eau du ruisseau appartiennent aux seigneurs de Menthon en tout cas entre 1420 et 1638, tandis que le moulin lui-même devient propriété de la ville de Lausanne en 1586.
Deux bâtiments existent en 1726, et la plus ancienne illustration du site est celle due à Jean-Antoine Linck, à la fin du XVIIIe siècle. Elle montre deux édifices pittoresques, voisins d’un pont en pierre à une arche qui permet à la grande route menant de Lausanne à Vevey de franchir le cours d’eau.
Lors de la création du canton de Vaud en 1803, les moulins deviennent biens cantonaux, mais sont vendus en 1816 à un particulier, puis changent plusieurs fois de mains. Agrémentés d’un jardin et d’une vigne, ils sont complétés, au fil du temps, par un logement et grange, puis par une forge (métallurgie), une pinte, une cave et une écurie. Un plan cadastral de 1830 montre qu’une nouvelle route cantonale, reconstruite selon un tracé plus direct, passe désormais entre les deux bâtiments anciens.
À la fin du XIXe siècle, de nombreux moulins artisanaux disparaissent, tandis que d’autres, mieux placés, acquièrent une dimension industrielle. C’est le cas des moulins de Rivaz, désignés dès la fin du XIXe siècle sous l’appellation « moulins Grellet », du nom de leurs propriétaires qui ont acquis les lieux en 1870. Au début du XXe siècle ces moulins sont dits être l'une « des principales minoteries de Suisse romande ».
Après faillite, les établissements sont acquis en 1917 par une nouvelle société, la Minoterie coopérative du Léman. Celle-ci, dans les années 1920-1930, entreprend la construction de silos à blé. Ces travaux importants comprennent également la reconstruction de la route et l’établissement d’une liaison par voie ferrée jusqu’à la gare de Rivaz-Saint-Saphorin, ce qui implique une transformation radicale du site. Un troisième groupe de silos est élevé durant la Seconde Guerre mondiale en raison des mesures d’économie de guerre qui obligent à accroître les réserves de céréales et un bâtiment administratif, avec deux logements, est construit en 1941. Dans les années 1950, en raison de la forte croissance, les derniers vestiges des anciens bâtiments en aval de la route sont remplacés par une nouvelle aile en béton armé, haute de 24 m (8 étages).
La protection progressive de la région de Lavaux (classée patrimoine mondial de l’UNESCO en 2007), et une opposition de plus en plus marquée à l’extension des installations industrielles dans ce site sensible ont conduit à une révision de la politique d’expansion de l’entreprise, devenue Swissmill SA en 1998 après sa fusion avec la Stadtmühle de Zurich. Elle est alors la plus importante industrie meunière du pays.
Swissmill SA cesse toute activité à Rivaz en 2001 et abandonne définitivement les lieux. Les bâtiments industriels sont démolis en 2005 et le site est dès lors destiné à la découverte de la vigne et du vin, avec un petit bâtiment inauguré en 2010 et baptisé « Lavaux Vinorama » (bureau d’architecture Fournier-Maccagnan, Bex).

## Source
- Alessandra Panigada, « Du blé au vin. Brève histoire du site des Moulins de Rivaz à Lavaux », Monuments vaudois 5/2014, pp. 58-66.